# 1 E12 s
Za primerjavo različnih redov velikosti za različna časovna obdobja je na tej strani nekaj dogodkov, ki trajajo med 1012 in 1013 sekundami (32.000 in 320.000 leti).
- krajši časi
- ~75.000 let -- čas od kar je prva skupina aboriginov prišla v Avstralijo
- 76.000 let -- razpolovna doba niklja-59
- 90.000 let -- približna starost Y-kromosomskega Adama
- 150.000 let-- približna starost mitohondrijske Eve
- 154.000 let -- razpolovna doba neptunija-236
- 159.200 let -- razpolovna doba urana-233
- 211.100 let -- razpolovna doba tehnecija-99
- 300.000 let -- čas od ločitve homo sapiensa od homo erectusa
- 301.000 let -- razpolovna doba klora-36
- daljši časi